# Titularbistum Colonia in Cappadocia
Colonia in Cappadocia (italienisch Colonia di Cappadocia) ist ein Titularbistum der römisch-katholischen Kirche. 
Es geht  zurück auf ein ehemaliges Bistum in der römischen Provinz Cappadocia in Zentralanatolien in der Türkei. Es gehörte der Kirchenprovinz Mokissos an.
| Titularbischöfe von Colonia in Cappadocia |                                                       |                                                           |               |                   |
| Nr.                                       | Name                                                  | Amt                                                       | von           | bis               |
| 1                                         | Antonio Kardinal Bacci Titularerzbischof pro hac vice | Kardinaldiakon                                            | 5. April 1962 | 19. April 1962    |
| 2                                         | François Xavier Arthur Florent Morilleau              | emeritierter Bischof von La Rochelle-Saintes (Frankreich) | 23. März 1963 | 10. Dezember 1970 |